# Wolfgang Maderthaner
Wolfgang Maderthaner (* 19. Mai 1954 in Waidhofen an der Ybbs, Niederösterreich) ist ein österreichischer Historiker. Von April 2012 bis Mai 2019 war er Generaldirektor des Österreichischen Staatsarchivs.

## Leben
Maderthaner studierte Geschichte und Anglistik an der Universität Wien.
Seine Diplomarbeit im Fach Anglistik verfasste er über die Generative Grammatik im Werk von Noam Chomsky, seine Dissertation im Fach Wirtschafts- und Sozialgeschichte über die soziale und kulturelle Formation einer modernen Industriearbeiterschaft in einem traditionellen Revier der Eisen- und Stahlverarbeitung im südlichen Niederösterreich.
Er ist seit 1980 als Kurator oder Sachbearbeiter bei historischen Großausstellungen tätig. Ab Oktober 1983 leitete Maderthaner den Verein für Geschichte der Arbeiterbewegung (VGA) in Wien. Seit 1987 übernahm er mehrfach die Leitung wissenschaftlicher Forschungsprojekte im Auftrag verschiedener österreichischer Forschungsinstitutionen, unter anderem des Jubiläumsfonds der Österreichischen Nationalbank und des Fonds zur Förderung der wissenschaftlichen Forschung.
Maderthaner habilitierte sich 2005 an der Universität Graz im Fach Zeitgeschichte mit der Arbeit Die unvollendete Metropole. Kultur und Gesellschaft in Wien 1860–1945.
Zu Maderthaners Forschungsschwerpunkten zählen die Themen Massen- und Popularkultur, Formation und Theorie der Moderne, Theorie der Stadt, Fordismus und Postfordismus, europäische Kultur- und Mentalitätsgeschichte (19. und 20. Jahrhundert), Urban Studies (insbesondere Wiener Stadtgeschichte), Urbane Anthropologie, Cultural Studies/historische Kulturwissenschaften.
Maderthaner ist seit 1994 Mitglied der Victor-Adler- und Karl-von-Vogelsang-Staatspreisjury. Er hat den „Victor-Adler-Staatspreis für Geschichte sozialer Bewegungen“ 1985 erhalten und den „Bruno-Kreisky-Preis für das politische Buch“ 2004 und 2008. Im Jahr 2011 verlieh ihm Bundespräsident Heinz Fischer das Große Ehrenkreuz für Wissenschaft und Kunst I. Klasse. Im Jahr 2012 wurde Maderthaner zum Generaldirektor des Österreichischen Staatsarchivs berufen. Ende Mai 2019 ging er als Generaldirektor des Staatsarchivs in Pension. Die interimistische Leitung übernahm Manfred Fink, Direktor der Abteilung Archiv der Republik. Mit 1. November 2019 folgte Helmut Wohnout als Generaldirektor nach.
Im Zuge der im Juli 2019 bekanntgewordenen Schredder-Affäre ortete er eine Nichteinhaltung des Bundesarchivgesetzes. Nach Ansicht des Bundeskanzleramts handelte es sich bei der Vernichtung der Festplatten in Hinsicht auf das Archivgesetz allerdings um einen rechtskonformen Vorgang, der auf vergleichbare Weise schon von der Vorgängerregierung Kern (SPÖ) durchgeführt worden war.

## Schriften (Auswahl)
- mit Lutz Musner: Die Anarchie der Vorstadt. Das andere Wien um 1900. Campus-Verlag, Frankfurt am Main u. a. 2000, ISBN 3-593-36334-8 (In englischer Sprache: Unruly Masses. The other Side of Fin-de-Siècle Vienna (= International Studies in Social History. Bd. 13). Berghahn Books, New York NY u. a. 2008, ISBN 978-1-84545-446-3).
- Kultur, Macht, Geschichte. Studien zur Wiener Stadtkultur im 19. und 20. Jahrhundert (= Politica et Ars. Interdisziplinäre Studien zur politischen Ideen- und Kulturgeschichte. Bd. 8). Lit, Wien u. a. 2005, ISBN 3-8258-8969-6.
- mit Lutz Musner: Die Selbstabschaffung der Vernunft.  Die Kulturwissenschaften und die Krise des Sozialen (= Wiener Vorlesungen im Rathaus. Edition Gesellschaftskritik. Bd. 3). Picus-Verlag, Wien 2007, ISBN 978-3-85452-582-0.
- als Herausgeber mit Alfred Pfoser und Roman Horak: Die Eleganz des runden Leders. Wiener Fußball 1920–1965. Verlag Die Werkstatt, Göttingen 2008, ISBN 978-3-89533-614-0.
- als Herausgeber mit Helmut Konrad: Das Werden der Ersten Republik ... der Rest ist Österreich. 2 Bände. Gerold, Wien 2008, ISBN 978-3-9502631-0-7.
- mit Hannes Androsch und Heinz Fischer: Vorwärts – Österreichische Sozialdemokratie seit 1889, Brandstätter-Verlag, Wien 2020, ISBN 978-3-7106-0424-9.
- Zeitenbrüche. Sozialrevolutionäre Aufstände in habsburgischen Landen. Campus-Verlag, Frankfurt am Main u. a. 2023, ISBN 978-3-593-51779-7.

## Auszeichnungen (Auswahl)
- 2021: Viktor-Adler-Plakette[7]